# Franchise (servage)

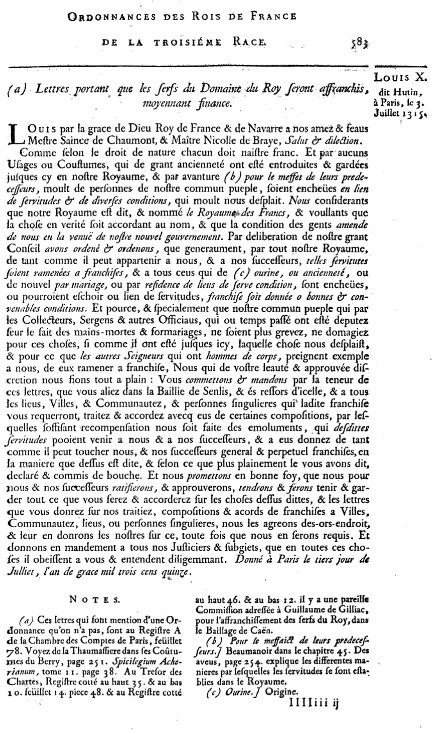
Ordonnance royale du 3 juillet 1315 par laquelle Louis X abolit le servage dans le domaine royal, plus spécifiquement dans bailliage le Senlis

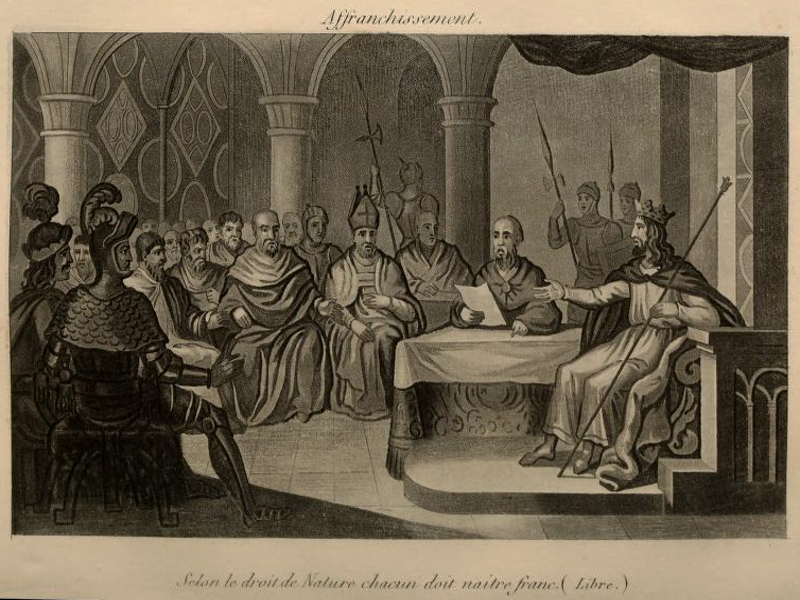
« Selon le droit de Nature chacun doit naître franc » Louis X

Durant le Moyen Âge, l'état de franchise désignait l'état de liberté opposé à l'état de servitude des esclaves et des serfs. Le mot « franchise » signifie donc liberté, tout comme « franc » signifie libre et « affranchir » signifie mettre en liberté.